# Monodontium mutabile
Monodontium mutabile is een spinnensoort uit de familie Barychelidae. De soort komt voor in Nieuw-Guinea.